# Venatrix kosciuskoensis
Venatrix kosciuskoensis är en spindelart som först beskrevs av McKay 1974.  Venatrix kosciuskoensis ingår i släktet Venatrix och familjen vargspindlar. Inga underarter finns listade i Catalogue of Life.